# Florence County (South Carolina)
Florence County ist ein County im Bundesstaat South Carolina der Vereinigten Staaten. Das U.S. Census Bureau hat bei der Volkszählung 2020 eine Einwohnerzahl von 137.059 ermittelt. Der Verwaltungssitz (County Seat) ist Florence.

## Geographie
Das County liegt im Nordosten von South Carolina, ist etwa 40 km von North Carolina entfernt und hat eine Fläche von 2082 Quadratkilometern, wovon 10 Quadratkilometer Wasserfläche sind. Es grenzt im Uhrzeigersinn an folgende Countys: Marlboro County, Dillon County, Marion County, Williamsburg County, Sumter County, Clarendon County, Lee County und Darlington County.

## Geschichte
Florence County wurde am 22. Dezember 1888 gebildet. Benannt wurde es nach Florence Harllee (1848–?), einer Tochter von W. W. Harllee, einem General und Präsidenten der Wilmington and Manchester Railroad.

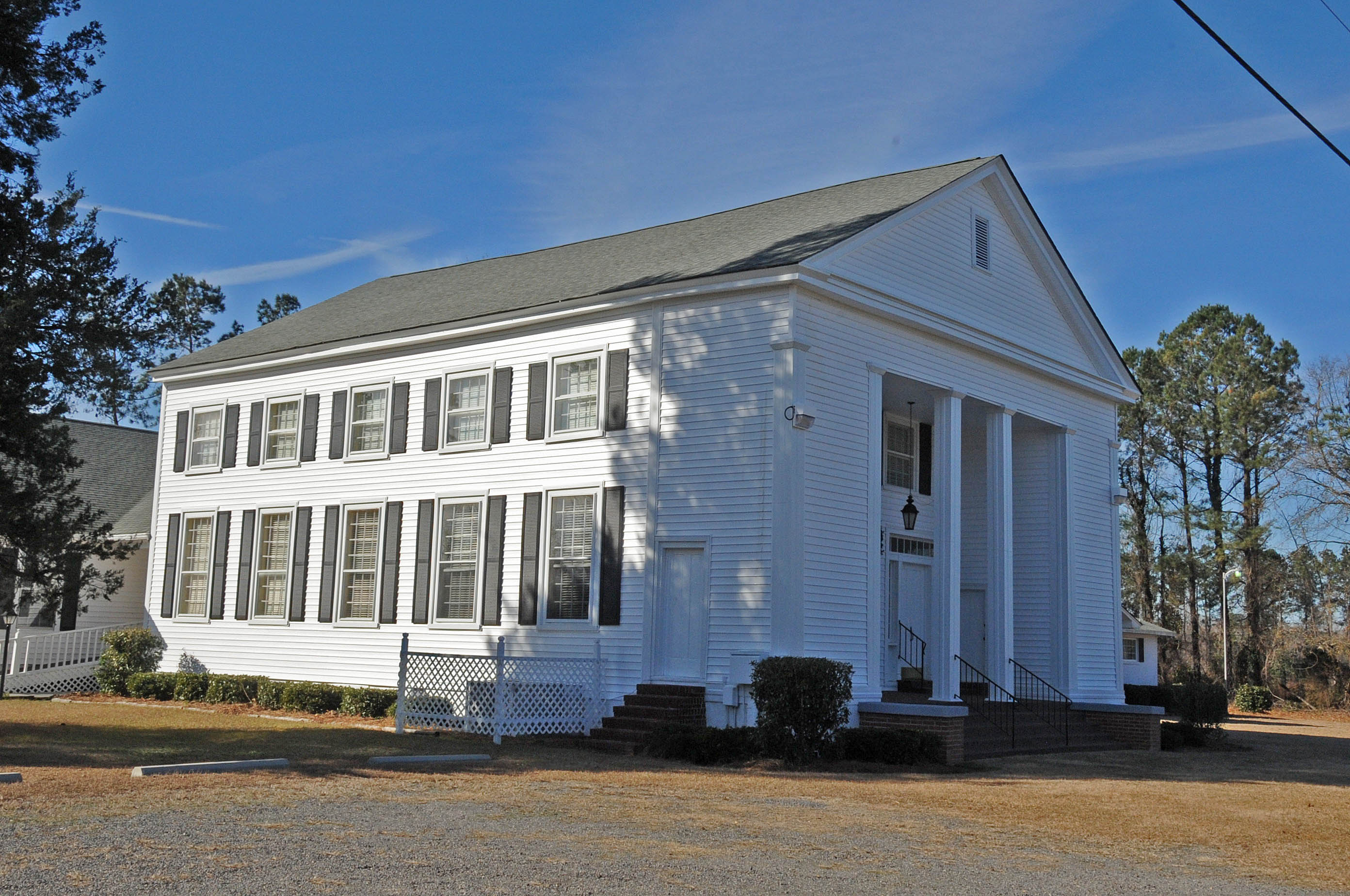
Die Hopewell Presbyterian Church and Hopewell Cemetery ist einer von 25 Einträgen des Countys im NRHP.

Ein Ort im County hat den Status einer National Historic Landmark, das Sumpfgebiet Snow’s Island, das Francis Marion während des Amerikanischen Unabhängigkeitskriegs als Rückzugsraum genutzt hatte. 25 Bauwerke und Stätten des Countys sind im National Register of Historic Places (NRHP) eingetragen (Stand 28. Juli 2018).

## Demografische Daten
Nach der Volkszählung im Jahr 2000 lebten im Florence County 125.761 Menschen in 47.147 Haushalten und 33.804 Familien. Die Bevölkerungsdichte betrug 61 Einwohner pro Quadratkilometer. Ethnisch betrachtet setzte sich die Bevölkerung zusammen aus 58,65 Prozent Weißen, 39,34 Prozent Afroamerikanern, 0,22 Prozent amerikanischen Ureinwohnern, 0,70 Prozent Asiaten, 0,02 Prozent Bewohnern aus dem pazifischen Inselraum und 0,39 Prozent aus anderen ethnischen Gruppen; 0,68 Prozent stammten von zwei oder mehr Ethnien ab. 1,10 Prozent der Bevölkerung waren spanischer oder lateinamerikanischer Abstammung.
Von den 47.147 Haushalten hatten 33,8 Prozent Kinder unter 18 Jahre, die bei ihnen lebten. 49,7 Prozent waren verheiratete, zusammenlebende Paare, 18,1 Prozent waren allein erziehende Mütter, 28,3 Prozent waren keine Familien, 24,5 Prozent waren Singlehaushalte und in 8,2 Prozent lebten Menschen mit 65 Jahren oder darüber. Die Durchschnittshaushaltsgröße betrug 2,59 und die durchschnittliche Familiengröße betrug 3,08 Personen.
25,9 Prozent der Bevölkerung war unter 18 Jahre alt. 9,7 Prozent zwischen 18 und 24, 28,9 Prozent zwischen 25 und 44, 23,6 Prozent zwischen 45 und 64 und 11,8 Prozent waren 65 Jahre alt oder älter. Das Durchschnittsalter betrug 36 Jahre. Auf 100 weibliche Personen kamen 88,7 männliche Personen und auf 100 Frauen im Alter von 18 Jahren und darüber kamen 84,2 Männer.
Das jährliche Durchschnittseinkommen eines Haushalts betrug 35.144 USD, das Durchschnittseinkommen einer Familie betrug 41.274 USD. Männer hatten ein Durchschnittseinkommen von 32.065 USD, Frauen 21.906 USD. Das Prokopfeinkommen betrug 17.876 USD. 13,5 Prozent der Familien und 16,4 Prozent der Bevölkerung lebten unterhalb der Armutsgrenze.

## Orte im Florence County
Im Florence County liegen neun Gemeinden, davon drei Cities und sechs Towns.
Cities
- Florence
- Johnsonville
- Lake City

Towns
| - Coward - Olanta - Pamplico | - Quinby - Scranton - Timmonsville |

Census-designated places (CDP)
- Danwood

Unincorporated Communities
| - Effingham - Evergreen - Hannah | - Kingsburg - Mars Bluff |

## Verkehr
Der ÖPNV im County ist ab dem 11. August 2025 kostenlos.
In Florence gibt es einen Flughafen, den Florence Regional Airport, von dem aus jedoch nur eine einzige Strecke bedient wird (nach Charlotte (North Carolina)). Mehr Verbindungen gibt es von den (außerhalb des Countys gelegenen) Flughäfen Columbia Metropolitan Airport und Myrtle Beach International Airport.
Durch Züge der Bahngesellschaft Amtrak ist das County südwärts mit Miami und nordwärts mit New York City und vielen anderen Städten im Northeast Corridor verbunden.